# 155-та танкова дивізія (Третій Рейх)
155-та резервна танкова дивізія (Третій Рейх) (нім. 155. Reserve-Panzer-Division) — танкова дивізія Вермахту, що існувала у складі Сухопутних військ Німеччини в роки Другої світової війни. У бойових діях участі не брала, виконувала окупаційні функції на території окупованої Франції.

## Історія
155-та резервна танкова дивізія сформована 1 серпня 1943 в Ренні шляхом перейменування Запасної танкової дивізії № 155 (нім. Panzer-Division Nr. 155 на території окупованої Франції.
Дивізія веде свою історію від заснування 26 серпня 1939 року в Ульмі Командування резервних військ V-го військового округу Вермахту (нім. Kommandeur der Ersatztruppen V), що готував німецькі війська для розгортання у Протектораті Богемії та Моравії.
9 листопада 1939 року Командування перейменували на Дивізію № 155 й перекинули до Праги в окуповану Чехословаччину. У вересні 1940 дивізія № 155 повернулася на територію V-го військового округу Вермахту. З серпня 1941 резервна дивізія дислокується у Штутгарті, пізніше, з травня 1942, під новою назвою 155-та запасна моторизована дивізія — в Людвігсбурзі (Вюртемберг-Гогенцоллерн).
5 квітня 1943 дивізія отримала чергове нове найменування — Запасна танкова дивізія № 155 й переміщена, разом з рештою резервних танкових та моторизованих частин V-го військового округу, до окупованої Франції у Бретань, де увійшла до складу Головнокомандування Вермахту на Заході. Основним призначенням 155-ї дивізії було підготовка резерву для танкових підрозділів Вермахту, й основна маса її формувань становила навчальні частини, де ротація особового складу здійснювалася доволі часто. Також, дивізія служила для поповнення втрат у бронетанковій техніці інших танкових дивізій. Одночасно, підрозділи танкового формування виконували окупаційні функції у визначеній зоні відповідальності.
Надалі, 155-та запасна дивізія переведена на південь Франції до провінції Нім. У березні 1944 у складі формування лічилось 16 танків (Pz. III і Pz. IV). 19 березня 1944 формування 155-ї резервної танкової дивізії включені до складу 9-ї танкової дивізії. 30 квітня 1944 155-та резервна танкова дивізія офіційно розформована. На базі 7-го резервного танкового батальйону створена танкова бригада «Норвегія».

## Райони бойових дій
- Німеччина (серпень — листопад 1939);
- Протекторат Богемії та Моравії (листопад 1939 — вересень 1940);
- Німеччина (вересень 1940 — квітень 1943).
- Франція (квітень 1943 — квітень 1944).

## Командування

### Командири
Дивізія № 155
- генерал-лейтенант Отто Чернінг (нім. Otto Tscherning) (16 листопада 1939 — 1 травня 1942);

155-та запасна моторизована дивізія
- генерал-майор Франц Ландграф (нім. Franz Landgraf) (1 травня 1942 — 5 квітня 1943);

Запасна танкова дивізія № 155
- генерал-майор Франц Ландграф (5 квітня — 23 серпня 1943);

155-та резервна танкова дивізія
- генерал-майор Курт фон Єссер (нім. Kurt von Jesser) (23 серпня — 6 вересня 1943);
- генерал-лейтенант Франц Ландграф (6 — 30 вересня 1943);
- генерал-лейтенант Макс Фремерей (нім. Max Fremerey) (30 вересня 1943 — 30 квітня 1944).

### Підпорядкованість
| Час      | Корпус | Армія | Група армій (округ)                  | Штаб        |
| -------- | ------ | ----- | ------------------------------------ | ----------- |
| 1939     |        |       |                                      |             |
| серпень  | —      | —     | V-й військовий округ                 | Ульм        |
| листопад | —      | —     | Військовий округ Богемії і Моравії   | Прага       |
| 1940     |        |       |                                      |             |
| лютий    | —      | —     | Військовий округ Богемії і Моравії   | Прага       |
| вересень | —      | —     | V-й військовий округ                 | Штутгарт    |
| 1941     |        |       |                                      |             |
| березень | —      | —     | V-й військовий округ                 | Штутгарт    |
| серпень  | —      | —     | V-й військовий округ                 | Штутгарт    |
| 1942     |        |       |                                      |             |
| січень   | —      | —     | V-й військовий округ                 | Штутгарт    |
| травень  | —      | —     | V-й військовий округ                 | Людвігсбург |
| 1943     |        |       |                                      |             |
| січень   | —      | —     | V-й військовий округ                 | Людвігсбург |
| квітень  | —      | —     | Головнокомандування Вермахту «Захід» | Ренн        |
| серпень  | —      | —     | Головнокомандування Вермахту «Захід» | Нім         |
| 1944     |        |       |                                      |             |
| січень   | —      | —     | Головнокомандування Вермахту «Захід» | Нім         |

### Склад
| Літо 1940                                | Вересень 1941                         | Червень 1942                                     | Осінь 1943                                       |
| ---------------------------------------- | ------------------------------------- | ------------------------------------------------ | ------------------------------------------------ |
| 5-й запасний піхотний полк               | —                                     | 5-й запасний моторизований полк                  | —                                                |
| 25-й запасний піхотний полк              | 25-й запасний піхотний полк           | 25-й запасний моторизований полк                 | 25-й резервний гренадерський полк                |
| 35-й запасний піхотний полк              |                                       |                                                  |                                                  |
| —                                        | 215-й запасний піхотний полк          | —                                                | —                                                |
| —                                        | 260-й запасний піхотний полк          | —                                                | —                                                |
| —                                        | —                                     | —                                                | 7-й резервний танково-гренадерський полк         |
| —                                        | —                                     | 7-й запасний танковий батальйон                  | 7-й резервний танковий батальйон                 |
| 25-й запасний артилерійський полк        | 25-й запасний артилерійський полк     | 260-й запасний самохідно-артилерійський дивізіон | 260-й запасний самохідно-артилерійський дивізіон |
| —                                        | —                                     | 5-й навчальний дивізіон артилерійської розвідки  | —                                                |
| —                                        | —                                     | —                                                | 9-й резервний розвідувальний батальйон           |
| 18-й запасний кавалерійський полк        | 18-й запасний кавалерійський ескадрон | 18-й запасний кавалерійський ескадрон            | —                                                |
| 4-й запасний кулеметний батальйон        | —                                     | —                                                | —                                                |
| 5-й запасний дивізіон винищувачів танків |                                       |                                                  |                                                  |
| 5-й запасний інженерний батальйон        | 35-й запасний інженерний батальйон    | 5-й запасний танковий інженерний батальйон       | —                                                |
| 5-й запасний батальйон зв'язку           | —                                     | —                                                | 1055-та танкова рота зв'язку                     |
| 5-й запасний батальйон постачання        | 5-й запасний батальйон постачання     | 5-й запасний транспортний загін                  | —                                                |
| —                                        | —                                     | 25-й запасний транспортний загін                 | —                                                |